# 이미선 (1956년)
이미선(李美善, 1956년 3월 3일 ~ )은 대한민국의 방송사 KBS의 아나운서였다. 종교는 천주교이며 세례명은 세실리아이다.

## 학력
- 풍문여자고등학교
- 홍익대학교 사범대학 역사교육과 학사

## 소개
1980년 동아방송(DBS)의 아나운서로 입사하였다. 2007년 제34회 한국방송대상 올해의 방송인 아나운서상을 수상하였다. 한국어 연구부 라디오 차장 및 KBS 전주방송총국 아나운서부 부장을 역임하였다. 2013년 12월 31일 정년 퇴임하였다. 1993년부터 1998년, 2005년부터 2013년 12월 31일까지 《당신의 밤과 음악》을 진행하다가 개인 사정으로 인해 잠시 하차했으나, 2015년 1월 1일부터는 다시 진행을 맡았다. 그러다가 2018년 5월 27일에 완전히 하차하였다.

## 경력
- 1980년 동아방송(DBS) 아나운서 입사
- KBS 아나운서 한국어 연구부 라디오 차장
- KBS 전주방송총국 아나운서부 부장
- 2013년 12월 31일 정년 퇴임

## 수상
- 2007년 제34회 한국방송대상 올해의 방송인 아나운서상

## 발자취

### TV
- 음악의 산책 (1983년)
- TV책방 (1999년)
- 아름다운 실버 (2000년, 내레이션)

### 라디오
- KBS 1FM : 저녁의 클래식
- KBS 1FM : 이미선의 FM다이얼
- KBS 2FM : 이미선의 영화음악
- KBS 1FM : FM 가정음악 (1998년 ~ 2003년)
- KBS 1FM : 당신의 밤과 음악 (1993년 ~ 1998년, 2005년 ~ 2013년, 2015년 ~ 2018년)